# Mandalaj (dystrykt)
Dystrykt Mandalaj – dystrykt prowincji Mandalaj w środkowej Mjanmie.

## Okręgi miejskie
Dystrykt składa się z 7 następujących okręgów miejskich:
- Amarapura
- Aungmyethazan
- Chanayethazan
- Chanmyathazi
- Mahaaungmye
- Patheingyi
- Pyigyidagun